# Эскадренные миноносцы типа «Твёрдый»
Эскадренные миноносцы типа «Твёрдый» — тип эскадренных миноносцев, строившихся в 1905—1907 годах для Российского Императорского флота на судоверфи завода «В. Крейтон и Ко» в Санкт-Петербурге. Все миноносцы этого типа впоследствии вошли в состав Сибирской флотилии.

## История постройки
Заказаны в рамках программы 1898 года «для нужд Дальнего Востока». Являлись одной из модификаций миноносцев типа «Сокол» и строились с учётом их недостатков. Миноносцы строились разборными так как их изначально предполагали отправить в Порт-Артур по железной дороге. Из-за блокады крепости пришлось сооружать мастерские под Владивостоком, куда корабли прибыли после конца Русско-японской войны.
Из-за низкого надводного борта и отсутствия боковых килей отличались плохой мореходностью и были мало пригодны для боевого использования на Дальнем Востоке.

## Представители
| Название                    | Заложен | Спуск           | В строю          | Флот                       | Статус                      |
| --------------------------- | ------- | --------------- | ---------------- | -------------------------- | --------------------------- |
| «Твердый»                   | 1904    | 2 октября 1906  | 4 июля 1907      | Сибирская военная флотилия | Исключён из списков в 1927  |
| «Тревожный»                 | 1904    | май 1906        | 4 июля 1907      | Сибирская военная флотилия | Исключён из списков в 1925  |
| «Точный»                    | 1904    | 10 декабря 1906 | 15 октября 1907  | Сибирская военная флотилия | Исключён из списков в 1927. |
| «Инженер-механик Анастасов» | 1905    | 19 августа 1907 | 12 сентября 1908 | Сибирская военная флотилия | Исключён из списков в 1925  |
| «Лейтенант Малеев»          | 1905    | 19 августа 1907 | 12 сентября 1908 | Сибирская военная флотилия | Исключён из списков в 1925  |